# Lygisaurus sesbrauna
Lygisaurus sesbrauna — вид сцинкоподібних ящірок родини сцинкових (Scincidae). Ендемік Австралії.

## Поширення і екологія
Lygisaurus sesbrauna мешкають в штаті Квінсленд, на північному сході півострова Кейп-Йорк, на південь до затоки Принцеси Шарлотти. Вони живуть в мусонних тропічних лісах, поблизу сртумків і в ярах. Віддають перевагу вологих місцевостям.